# Alfred Ruytinckx
Alfred Ruytinckx (ou Ruytinx), né à Schaerbeek le 18 avril 1871, où il est décédé le 26 décembre 1908, est un peintre belge connu principalement pour ses natures mortes.
Alfred Ruytincx était neveu et élève du peintre et décorateur Henri Privat-Livemont (1861-1936). Il a habité rue Vandeweyer 117 à Schaerbeek. Sa dernière adresse, en 1907, était rue Vogler 17 également à Schaerbeek.

## Œuvre
Il peignait principalement des natures mortes composées de fleurs ou de légumes et des vues de jardins dans un style impressionniste influencé par le réalisme.

## Expositions
- Participation à l'Exposition universelle d'Anvers - 1894 - Azalées
- Salon de Bruxelles - 1907 - Parterre de fleurs

## Collections
- Schaerbeek, collection communale